# L'Illusion comique
Pour l’article homonyme, voir L'Illusion comique (téléfilm).
L’Illusion comique, plus tard renommée par son auteur simplement L'Illusion, est une comédie en cinq actes écrite par Pierre Corneille en 1635, représentée pour la première fois au théâtre du Marais en 1636 et publiée en 1639 chez François Targa.
Lorsque Corneille écrit cette pièce, il a 29 ans et a déjà écrit sept autres pièces de théâtre dont des tragédies et des comédies. L’Illusion comique marque un tournant dans la carrière littéraire de son auteur puisqu’après l’avoir écrite, Corneille n’écrira plus que des tragédies (sauf Le Menteur, 1644). Cette pièce peut alors apparaître comme l’aboutissement d’un apprentissage dans lequel l’auteur laisse éclater sa virtuosité littéraire. S’il n’est pas déplacé de parler de « virtuosité », c’est que Corneille condense et maîtrise dans cette pièce tous les genres théâtraux, : « Le premier acte n’est qu’un prologue » qui s’inspire de la pastorale. « Les trois suivants font une comédie imparfaite » avec son personnage de commedia dell'arte, Matamore.
Cette « comédie imparfaite » évolue vers une tragi-comédie avec ses épisodes de rivalité, d’emprisonnement et de mort. « Le dernier est une tragédie, et tout cela cousu ensemble fait une comédie ». On notera cependant que de nombreuses scènes ont de forts accents parodiques et semblent ainsi venir critiquer le jeu des acteurs des mauvaises tragédies de l'époque par leur dimension surjouée (L'acte IV scène 1 en est un bon exemple, Lyse le souligne d'ailleurs dans la scène qui suit ce monologue : « Que vous prenez de peine à grossir vos ennuis ! »).

## Personnages
- Alcandre : magicien.
- Pridamant : père de Clindor.
- Dorante : ami de Pridamant.
- Matamore : capitan gascon, amoureux d’Isabelle.
- Clindor : suivant du capitan et amant d’Isabelle.
- Adraste : gentilhomme, amoureux d’Isabelle.
- Géronte : père d’Isabelle.
- Isabelle : fille de Géronte et amante de Clindor.
- Lyse : servante d’Isabelle et amoureuse de Clindor.
- Geôlier de Bordeaux.
- Page du Capitaine.
- Éraste : écuyer de Florilame.
- Troupe de domestiques d’Adraste.
- Troupe de domestiques de Florilame.
- Rosine : amante de Clindor
- Florilame : Prince

## Résumé
Un père (Pridamant) cherche son fils qu'il n'a plus vu depuis 10 ans ; il est conduit dans la grotte d'un magicien (Alcandre) qui a énormément de pouvoir et lui montre la vie de son fils durant le temps où il ne l'a plus vu.

### Acte Ier
Le premier acte commence à l’entrée d’une caverne où se présentent deux personnages : Pridamant, un père éploré par la disparition de son fils (Clindor) et Dorante à qui il explique les causes possibles de cette disparition. Dorante veut lui présenter un magicien qui serait capable de l’aider (sc. 1). Ce magicien, Alcandre, devine tout de suite les raisons de la venue de Pridamant et lui annonce qu’il pourra lui faire voir la vie de son fils grâce à des illusions. Avant cela, il demande à Dorante de partir (sc. 2). Une fois seuls, Alcandre commence par raconter à Pridamant que son fils a connu une existence de pícaro depuis son départ, qu’il s’est mis au service d’un « brave » dans la région de Bordeaux et qu'il ne souhaite pas être retrouvé (sc. 3).

### Acte II
Au début du 2e acte, Alcandre et Pridamant assistent au spectacle reconstitué par le magicien dont les dons d'illusion permettent de voir les « deux fantômes vains » qui représentent Clindor et son maître Matamore (sc. 1). Clindor écoute avec complaisance Matamore se vanter d’exploits improbables en attendant l’arrivée d’Isabelle qui apparaît accompagnée de son prétendant officiel, Adraste. Matamore se dérobe à leur arrivée (sc. 2). Adraste est éconduit par Isabelle mais cela ne l’empêche pas de partir demander sa main à son père (sc. 3). Après son départ, Matamore et Clindor se montrent et le maître en profite pour faire à nouveau valoir ses prouesses lorsqu’un page vient le chercher pour qu’il aille s’occuper des prétendues affaires amoureuses qui le pressent (sc. 4). Seule avec Clindor, Isabelle lui réaffirme son amour avant de s’enfuir au retour d’Adraste (sc. 5). Le prétendant se doute de la rivalité de Clindor et le met en garde mais celui-ci lui répond avec fierté et noblesse (sc. 6). Adraste demande à Lyse si elle peut l'aider à surprendre les deux amants (sc. 7). Seule, Lyse se réjouit de pouvoir faire payer à Clindor sa préférence pour Isabelle (sc. 8). Les deux « spectateurs » que sont Alcandre et Pridamant se retrouvent seuls sur scène et le magicien essaye de rassurer le père de Clindor sur ce qui attend son fils (sc. 9).

### Acte III
L’acte III débute sur les reproches de Géronte à sa fille qui refuse Adraste pour époux (sc. 1). Seul, Géronte se persuade qu’il parviendra à ses fins avec sa fille (sc. 2). Puis il met dehors Matamore venu fanfaronner devant lui (sc. 3). De loin, Matamore menace le vieil homme puis se laisse aller à sa mauvaise foi, changeant en honneur ce qui est couardise, avant de s’enfuir en croyant entendre les valets de Géronte (sc. 4).
Clindor fait mine de séduire Lyse, la servante d’Isabelle et lui propose de devenir son amant quand il sera marié, elle refuse (sc. 5). Lyse restée seule, se laisse aller à son amertume et décide de se venger (sc. 6). Lyse partie, Matamore entre en scène, épouvanté par des menaces imaginaires et se cache quand il aperçoit Clindor et Isabelle (sc. 7). Il écoute, dissimulé, les propos d’amour des deux jeunes gens puis sort de sa cachette, furieux (sc. 8). Clindor, lui faisant croire que les valets de Géronte sont à sa poursuite pour lui faire peur, lui soumet le choix « de fuir en diligence, ou d’être bien battu », puis le menace. Matamore cède (sc. 9) en faisant mine de s’effacer vis-à-vis d’Isabelle (sc. 10). Adraste surprend le baiser d’Isabelle et Clindor, ce dernier le tue d’un coup d’épée mais est arrêté par les domestiques de Géronte (sc. 11). Pridamant se désole du sort de son fils (sc. 12).

### Acte IV
Quatre jours plus tard. Isabelle, désespérée, se jure de mourir dès que son amant Clindor sera exécuté (sc. 1). Lyse vient lui dire qu’elle va sauver Clindor en séduisant le geôlier de la prison, Isabelle est folle de joie (sc. 2). Restée seule, Lyse explique son revirement. (sc. 3). Matamore surgit, ivre, il s’était caché dans le bûcher en se « nourrissant » de bouteilles d’alcool ; les femmes le font sortir (sc. 4). Isabelle et Lyse sont seules, la première explique comment elle a trouvé Matamore (sc. 5). Le geôlier vient dire que tout est prêt pour l’évasion de Clindor (sc. 6). Dans sa prison, Clindor se désole (sc. 7) quand le geôlier arrive pour lui annoncer qu’on va l’exécuter (sc.8), les bourreaux ne sont autres qu'Isabelle et Lyse qui sont là pour le faire évader (sc. 9). Pridamant est soulagé, Alcandre lui explique qu’il va maintenant le voir deux ans plus tard (sc. 10).

### Acte V
Alcandre demande à Pridamant de rester à l’écart, malgré son éblouissement, lorsque arrivent les jeunes héros, complètement métamorphosés (sc. 1). La nuit, dans le jardin d’un palais, Isabelle paraît dans des habits de princesse, et raconte à Lyse que son « perfide époux » a rendez-vous avec la princesse Rosine (sc. 2). Clindor arrive, prend Isabelle pour Rosine et lui déclare son amour par mégarde. Sa femme s’en prend alors à lui et lui reproche ses infidélités alors qu’elle a tout quitté pour le suivre. Clindor lui réaffirme son amour en faisant au passage l’éloge de l’infidélité. Devant les menaces de suicide d’Isabelle, il renonce à Rosine (sc. 3). Cette dernière arrive tandis qu’Isabelle se cache. Clindor lui résiste effectivement (sc. 4). C’est alors que surviennent les hommes de main du prince Florilame qui tuent Rosine et Clindor. Isabelle, quant à elle, est amenée auprès du prince qui est en réalité amoureux d’elle (sc. 5). Pridamant est effondré devant les sarcasmes d’Alcandre qui finit par lui montrer son fils et les autres personnages, bien vivants, en train de se partager de l’argent. Clindor et ses amis sont en fait devenus des comédiens et ils viennent d’interpréter le dernier acte d’une tragédie. La pièce se termine sur l’apologie du théâtre et du métier de comédien fait par Alcandre à Pridamant pour l’assurer du bon choix de son fils (sc. 6).

## Étude de l’œuvre

### Structure
L’Illusion comique s’appuie sur le motif du théâtre dans le théâtre et multiplie les niveaux de représentation : 
- le premier niveau est celui de la pièce complète avec son lot d’inquiétudes, de nœuds et de dénouements ;
- le deuxième est celui de la scène entre Alcandre et Pridamant, à la fois personnages et spectateurs de ce qui se déroule devant eux ;
- le troisième est celui des jeunes gens, Clindor et Isabelle, et de leurs aventures ;
- le quatrième est celui de la prétendue tragédie de l'acte V, qui s'avère être une nouvelle mise en abyme.

### Le théâtre du monde
La structure complexe de la pièce, basée sur des enchâssements successifs (théâtre dans le théâtre) et un jeu d’apparences trompeuses (la fausse mort de Clindor), a pour but d’égarer le spectateur. Le jeu des illusions s’inscrit dans l’idée baroque selon laquelle la vie est un théâtre et on voit dans cette pièce comment Corneille exploite cette idée lorsque se confondent la vraie vie de Clindor et le rôle qu’il joue. Le déguisement, le changement d’identité sont autant de marques de l’imprégnation baroque sur cette pièce. L’homme devient un véritable Protée. La grotte peut également être interprétée comme une métaphore du théâtre avec sa scène et ses spectateurs. Des éléments en ce sens apparaissent dès la première tirade de Dorante.

### L’instabilité du monde
La linéarité de l’histoire est plusieurs fois brisée, de nombreuses digressions viennent briser des actions qui s’entrecroisent et peuvent rester inachevées (Matamore retrouvé après plusieurs jours). L’histoire principale est enlacée par des histoires secondaires. Cette inconstance de la diégèse est renforcée par l’inconstance amoureuse des personnages (éloge de l’infidélité par Clindor : V, 3). Cette instabilité confine même au tourbillon sur la fin de la pièce lorsque Pridamant et le lecteur avec lui ne savent plus ce qui ressort de la réalité ou de la fiction.

### Transgression de la règle des trois unités?
On pourrait croire que les unités classiques sont transgressées : 
- l’enchevêtrement des intrigues brise l’unité d’action ;
- deux années s’écoulent entre la fin de l’acte IV et le début de l’acte V ce qui est inconciliable avec l’unité de temps ;
- l’unité de lieu est également mise à mal puisque l’acte I s’ouvre dans la grotte d’Alcandre (en Touraine), les trois actes suivants se passent à Bordeaux, tandis que le dernier a lieu à Paris.

On pourrait donc penser que nous sommes bien éloignés des préceptes du théâtre classique qui privilégient une intrigue unique se déroulant en une seule journée dans un espace intérieur mais Corneille déjoue cette transgression qui, si elle était véritable, pourrait rendre sa pièce non valable en faisant tout se passer dans la grotte d’Alcandre, en seulement quelques heures. De sorte que, considérée de l’avant-scène - le seuil de la grotte d’Alcandre où se tient Pridamant -, la pièce se situe bien dans un lieu unique ; elle ne dure pas plus que la représentation elle-même ; enfin son action se concentre sur la vision de Pridamant et la « réforme » qu’Alcandre produit sur lui au sujet de sa propre illusion et des préjugés qu’il avait sur la « comédie » : les lois du théâtre classique sont donc présentes comme une enveloppe ; elles enchâssent le théâtre baroque dans une bulle chatoyante mais qui ne donne néanmoins à voir que des « spectres ». Ce respect mitigé et paradoxal des règles classiques est expliqué par le fait que l’œuvre est créée pendant une période de transition, entre baroque et classicisme. Il n’est pas impossible d’y voir à la fois un hommage au théâtre baroque et une féroce satire de celui-ci. On incitera par la suite Corneille à se conformer aux normes du mouvement émergent, bien que lui-même dise considérer L’Illusion comique comme un « caprice », un « estrange monstre » (voir l'Épître dédicatoire, et l'Examen de 1660).

### Échos tragiques, éléments de classicisme
Bien que cette pièce relève principalement du théâtre baroque, certains passages sont teintés d’une couleur fortement tragique qui n’est pas sans laisser entrevoir les grandes tragédies classiques qui naîtront par la suite. Malgré la légèreté des intrigues amoureuses, le thème de la mort se retrouve en effet à plusieurs reprises. Il y a, bien sûr, la fausse mort de Clindor qui vient, un instant, plonger la pièce dans une atmosphère tragique. Cet événement vient plonger le spectateur dans des sentiments mêlés de Terreur et de Pitié (incarnés dans le personnage de Pridamant). Lorsque l’on se rappelle que ce sont là les deux grandes émotions théâtrales selon Aristote, on devine aisément ce que cet épisode contient de classicisme en germes. Cependant les passages les plus marquants de cette thématique sont incontestablement les monologues d’Isabelle (IV, 1) et de Clindor (IV, 7). Désespérée par le « jugement inique » qui condamne « un pauvre inconnu » pour son « feu légitime », Isabelle envisage sa propre mort en héroïne tragique et déclare : « Je veux perdre la vie en perdant mon amour ». Mais elle ne se contente pas de vouloir suivre Clindor dans la mort, elle se met à espérer que son trépas entraînera le désespoir de son « père inhumain ». Clindor, quant à lui, expie ses frivolités passées en accédant au statut de héros tragique au cours de son monologue. Il convoque à lui les souvenirs d’Isabelle afin de surmonter l’épreuve de la mort et s’en trouve transfiguré : « Je meurs trop glorieux, puisque je meurs pour vous ! ». Pendant un instant, il semble retomber dans la peur de la mort et dans le désespoir ("la peur de la mort me fait déjà mourir"). Au cours d’une longue hypotypose ("Je vois le lieu fatal où ma mort se prépare"), il vit en imagination son supplice. Mais c’est encore l’image d’Isabelle qui vient effacer cette macabre vision. L’amour lui permet donc de dépasser la pensée et la peur de la mort.

### Mélange des genres théâtraux

#### La commedia dell’arte
La commedia dell'arte constitue la source principale du renouveau dramatique au XVIIe siècle, en synthétisant à la fois la tradition populaire et les recherches esthétiques menées dans les académies de la Renaissance en Italie. La commedia se fonde sur la virtuosité verbale et physique de l’acteur, sans passer par un texte commun à tous ; chacun compose son rôle à partir de fragments (de la phrase à une scène entière) propre à son personnage, qui garde ses caractéristiques d’une pièce à l’autre – les « types fixes » comme Arlequin, Colombine, Pantalon, le Docteur, dont certains portent un masque et un costume distinctif. Le personnage de Matamore et ses « rodomontades » sont directement empruntés à cette tradition (ils remontent d’ailleurs au théâtre antique), de même que, plus fondamentalement, la juxtaposition de personnages galants et grotesques. La Commedia dell'arte sera très présente ensuite chez d'autres auteurs, comme Molière avec ses personnages de valets (Sganarelle le fidèle valet de Dom Juan...).

#### La pastorale
La pastorale exige un décor, celui d’une nature idéalisée selon le modèle antique de l’Arcadie, réactualisé aux XVe et XVIe siècles en Italie dans des œuvres qui connaissent une diffusion internationale, comme le Pastor Fido de Guarini et l’Aminta du Tasse, et qui trouveront un prolongement en France dans le roman précieux, dont la célèbre Astrée d’Honoré d'Urfé. Le genre repose sur de complexes relations sentimentales que ponctuent des mises à l’épreuve, des disparitions, des fausses morts, des retrouvailles inattendues, et l’intervention de forces surnaturelles (comme celle du magicien Alcandre). Dans la deuxième moitié du siècle, la pastorale, loin de décliner comme on le croit trop souvent, passera dans le domaine de l’art lyrique – tous les premiers opéras véritablement français s’y rattachent.
Le premier acte emprunte plusieurs caractéristiques au genre de la pastorale, fort en vogue dans la première moitié du XVIIe siècle. La pastorale retraçait dans un décor champêtre les aventures sentimentales de bergers et bergères, sur qui veille une nature bienveillante. Ils consultaient souvent un devin (ou un druide) pour voir clair dans leur cœur, qui était tout à la fois magicien et psychologue.
Ainsi, avec son cadre campagnard, situé en Touraine (I, 1), sa "grotte" et son "mage", L’Illusion comique s’y rattache ouvertement.

### La scène d’exposition
La scène est en Touraine, dans une campagne proche de la grotte du magicien qui va aider Pridamant en donnant des nouvelles de son fils Clindor.

#### La tragi-comédie
La tragi-comédie emploie des personnages de qualité plus proches de la réalité quotidienne, confrontés à des situations où les sentiments peuvent se mêler aux affaires d’État – le Cid de Corneille, parangon du genre, en fournit un bon exemple –, sans pour autant comporter d’aspects comiques. Elle aussi finira par disparaître en tant que forme indépendante vers le milieu du siècle.

### Extraits d’importance

#### La scène d’exposition (I, 1)
La scène d’exposition d’une pièce de théâtre est la/les première(s) scène(s), du premier acte. Comparable à l’incipit d’un roman, elle doit présenter l’action, le lieu, l’époque et les personnages. Ainsi, elle a un rôle informatif pour le lecteur.
Elle va permettre aux lecteurs et spectateurs de la pièce de théâtre de comprendre où se passe l'histoire, à quelle époque, avec quel type de personnages...
La scène d'exposition peut répondre à la règle des trois unités : un seul lieu, une seule action en une seule journée.

#### Le monologue de Clindor (IV, 7)
Dans cette scène, le mélange des genres se fait plus perceptible, Clindor se révèle, il dévoile son amour pour Isabelle mais il ne fait que jouer un rôle de composition.
Dans ce monologue, Clindor nous apprend que, de par ses vers et quelques figures de styles, il a une certaine vision macabre de sa propre mort. Il va tout au long de cette scène (plus particulièrement dans les vers 1249 à 1276) employer des figures de style telles que des gradations et des antithèses.
Le champ lexical de la mort est aussi très présent dans cet extrait (vers 1249-1276): v.1249 "meurtrier", v.1252 "trépas".
Ce sont tous ces éléments qui vont nous permettre de comprendre que Clindor a peur de mourir.
Il montre aussi qu'il est soumis à une justice des plus "tranchante" car dans les vers 1255 et 1256 : "De qui les passions  s'armant d'autorité/Font un meurtre public avec impunité" nous montrent que, puisque lui a tué, il est tout à fait normal, qu'on le tue sans avoir de remords, mais pourtant c'est un meurtre ! Même si Clindor mérite d'être puni, il n'est pas normal qu'on le tue, qu'on commette un meurtre à nouveau... Toutefois, cette scène aux accents tragiques au premier abord amène également à une relecture, ici tout n'est qu'une illusion comique, on a affaire à un acteur de théâtre qui surjoue son rôle. En effet, Clindor se plaint seul dans sa cellule et imagine sa mort alors que son procès n'a même pas eu lieu. Il affirme sa mort qu'il associe à la gloire et cherche ainsi à se comporter en héros tragique "je meurs trop glorieux puisque je meurs pour vous". Toutefois, au contraire des héros tragique, cette mort n'est pas associée aux dieux, il semble la rechercher lui-même afin d'y trouver une éventuelle gloire. On relèvera d'ailleurs la dimension comique d'un certain nombre de paroles ridicules, par exemple "la peur de la mort me fait déjà mourir", mais également la fin de la scène où après un long monologue tragique, le geôlier vient le délivrer interrompant ainsi son discours. Dans la scène suivante, il va même se moquer de lui en lui faisant croire qu'il l'amène à un peloton d'exécution alors qu'il le fait évader sans grand brio, et loin de la gloire dont il se réclamait peu avant. Cette scène fait écho à la scène 1 de l'acte IV dans laquelle Isabelle va jouer le même type de rôle créant ainsi une forme de comique de répétition.

#### L’apologie du théâtre (V, 5)
"À présent le théâtre
Est en un point si haut que chacun l’idolâtre,
Et ce que votre temps voyoit avec mépris
Est aujourd’hui l’amour de tous les bons esprits,
L’entretien de Paris, le souhait des provinces,
Le divertissement le plus doux de nos princes,
Les délices du peuple, et le plaisir des grands :
Parmi leur passe temps, il tient les premiers rangs ;
Et ceux dont nous voyons la sagesse profonde
Par ses illustres soins conserver tout le monde,
Trouvent dans les douceurs d’un spectacle si beau
De quoi se délasser d’un si pesant fardeau.
Même notre grand Roi, ce foudre de la guerre
Dont le nom se fait craindre aux deux bouts de la terre,
Le front ceint de lauriers, daigne bien quelquefois
Prêter l'œil et l'oreille au Théâtre François

## Mises en scène
- 1984 : mise en scène de Giorgio Strehler, Théâtre national de l'Odéon.
- 1996 : mise en scène d'Éric Vigner, CDDB-Théâtre de Lorient.